# トゥルーパー・エンタテインメント
株式会社トゥルーパー・エンタテインメントは、日本のレコード会社。トイズファクトリー内の洋楽部門が2009年に独立し、設立された。
設立年である2009年にリリースされた商品はよしもとアール・アンド・シーが販売元であったが、2010年からはエイベックスが販売元となり、2011年中頃より日本コロムビア（2012年より新設されたコロムビア・マーケティング）が流通を担当している。

## 規格品番
- YRCG - 販売元はよしもとアール・アンド・シー。CDには、トゥルーパー・エンタテインメントの記載はなく、ロゴもよしもとアール・アンド・シーのものが書かれている。また、発売元もよしもとアール・アンド・シーと書かれている。この規格品番自体、トゥルーパー・エンタテインメントのものではなく、よしもとアール・アンド・シーのものである[2]。
- XNTE - 販売元はエイベックスであると考えられる[1]が、CDには販売元の記載はなく、トゥルーパー・エンタテインメントが発売元であることが明記されている。
- QATE - 販売元はコロムビア・マーケティング（2012年途中までは日本コロムビア）。CDには、発売元（トゥルーパー・エンタテインメント）と販売元（コロムビア・マーケティング）双方の記載がなされている。

## アーティスト一覧
- The Agonist
- All That Remains
- Angel Witch
- Arch Enemy
- Armageddon
- Audrey Horne
- Black Earth
- Brujeria
- Carcass
- Cathedral
- Christopher Amott
- Dark Tranquillity
- Darkane
- The Datsuns
- Death Penalty
- Emperor
- Engel
- Firebird
- Galley Beggar
- Gentlemans Pistols
- Ghost
- Giuda
- The Haunted
- Horisont
- Ihsahn
- Imperial State Electric
- In Flames
- Leprous
- Lock Up
- Lucifer
- Luciferian Light Orchestra
- Naglfar
- Napalm Death
- Nile
- Nonexist
- The Oath
- Purson
- The Resistance
- Sadist
- Saturn
- Savage Messiah
- Septic Tank
- Sinergy
- Spiritual Beggars
- Terrorizer
- Therion
- Troubled Horse
- Uncle Acid & The Deatbeats
- White Wizzard
- Witchery
- With the Dead
- The Wretched End